# Dinamo Kalinin
Dinamo Kalinin (ros. Футбольный клуб «Динамо» Калинин, Futbolnyj Kłub "Dinamo" Kalinin) – rosyjski klub piłkarski z siedzibą w Twerze.

## Historia
Chronologia nazw:
- ???—???: Dinamo Kalinin (ros. «Динамо» Калинин)

Piłkarska drużyna Dinamo została założona w mieście Kalinin.
W 1938 zespół startował w rozgrywkach Pucharu ZSRR.
Później już nie uczestniczył w rozgrywkach na poziomie profesjonalnym, a występował w turniejach lokalnych, dopóki nie przestał istnieć.

## Sukcesy
- Udział w rozgrywkach Pucharu ZSRR: 1938